# Пискунова, Эльмира Рафаэльевна
Эльмира Рафаэльевна Пискунова (7 января 1995, Красноярск) — российская футболистка, нападающая.

## Биография
Воспитанница красноярского клуба «Сибирячка» (позднее — «Енисей»), где занималась футболом и мини-футболом. Первый тренер — Владимир Карташов. В детстве также обучалась игре на фортепьяно.
Во взрослых соревнованиях начала играть ещё в неполные 15 лет в первой лиге России по мини-футболу в составе «Сибирячки-КГПУ», становилась победительницей сибирской зоны первой лиги. Лучший бомбардир финального турнира первой лиги по мини-футболу 2009 года.
В начале 2010-х годов перешла в московское «Чертаново», выступавшее в большом футболе. Несколько сезонов провела в первом дивизионе России, становилась неоднократной победительницей турнира. В 2012 году стала лучшим бомбардиром первой лиги (27 голов), в следующем сезоне заняла второе место в споре бомбардиров (20 голов). С 2015 года со своим клубом выступала в высшей лиге, дебютный матч провела 30 мая 2015 года против «Кубаночки», заменив в перерыве Ольгу Волошину. Всего за два сезона в высшем дивизионе (2015—2016) приняла участие в 24 матчах, не забив ни одного гола. По окончании сезона 2016 года завершила профессиональную карьеру.
В 2018 году выступала во втором дивизионе (московская зона) за «Строгино», забив 18 голов в 16 матчах.
Также во второй половине 2010-х годов принимала участие в соревнованиях по мини-футболу за команды «Строгино» и «Сбербанк». В начале 2020-х годов играет в любительских соревнованиях под фамилией Старостина.
Выступала за юношескую и молодёжную сборную России по футболу, была одной из самых результативных футболисток в своём возрасте и капитаном команды.